# ザイログ
ザイログ（英: Zilog）は、米インテルの元社員がスピンアウトしてできた半導体製造会社である。8ビットマイクロプロセッサの事実上の標準となったZ80の開発と製造をした企業である。

## 歴史

### 設立
1974年、インテルの社員だったフェデリコ・ファジンとラルフ・アンガーマン（後にアンガマン・バスを創業する）が退職し、アンガーマンアソシエイツを設立した。
それを聞きつけたエクソンの子会社エクソン・エンタープライズは150万ドルを投資し、アンガーマンアソシエイツの株式の51%を保有することになった。そして、新社名を "Zilog" とすることになった。Zはアルファベットの最後であり、「決定版」という意味を込めた。iはintegratedのi、logはlogicを意味した。つまり、Zilog（ザイログ）は「集積された論理回路の決定版」という意味である。

### Z80の誕生
ファジン達は、ザイログを設立すると、インテルで共に4004と8080の開発に従事した嶋正利らと共に、独自のマイクロプロセッサの開発を始めた。まもなく8080の上位互換であるZ80マイクロプロセッサ (=CPU) が完成した。1976年に発売されたZ80は、8080よりも高性能かつ扱いやすいこともありビジネスを軌道に乗せることに成功した。また、同時に周辺デバイスもラインナップに加えた。
Z80は、Intel 8080（1974年）、MC6800（1974年）、MOS 6502（1975年）、Intel 8085（1976年）と競合することになった。Z80はこれらの中では後発の部類ながら、1980年には8ビットマイクロプロセッサの中で最大のシェアを確保することになった。

### Z8000の失敗
やがて8ビットCPUからさらに処理性能の高い16ビットCPUの技術開発へと進み、デジタル半導体メーカーの新たな開発競争の舞台となった。16ビットCPUとしては、1978年4月にインテルからi8086が、1979年9月にモトローラからMC68000がそれぞれ出荷された。それらの中間の時期である1979年初め頃にザイログはZ8000シリーズの出荷を始めた。
モトローラMC68000は、命令体系全体を再設計し直したためMC6800やMC6809と互換性がなかった。同様にザイログZ8000も命令体系全体を再設計し直したためZ80と互換性がなかった。両社は過去の互換性を捨てて命令体系を綺麗にした。それが裏目に出て、モトローラとザイログの16ビットCPUの市場への普及は限定的だった。
それに対してインテルの16ビットCPUのi8086は、8ビットCPUである8080の命令コードを、バイナリ互換性はなかったものの、アセンブラレベルではそのまま実行できるように設計されていた。その代償として、16ビットCPUであるi8086の命令体系は、8ビット世代の8080の上にセグメント方式という方法で「屋上屋を架した」ことによってコンピュータアーキテクチャ的に不細工なものとなった。一般的にセグメント方式そのものは悪いものではない。Z8000にもセグメントはあった。しかし、i8086のセグメント方式は、セグメントレジスタを4ビット左シフトした値を従来のアドレスに加算したものを実アドレスとするという変わったものだった。マイクロソフトの技術者は、i8086のセグメント方式を「コンピューティング市場でもっとも愚かな決定」とみなしていた。ところが、結果としてインテルはこの不細工な設計によって、ビジネス的に大成功を収めた。
Z8000はi8086との競争に敗れ、それほど普及しなかった。なお、Z8000ファミリーのシリアル通信コントローラー Zilog SCC (Z8530) は、AppleのMacintoshやシャープのX68000でも採用された。それ以外にも各社のマイクロプロセッサと直結できる高性能な周辺デバイスをシリーズ化。これらは一時期のザイログを支える製品に成長した。

### 迷走
1979年に発売されたZ8000の失敗によって、ザイログは、マイクロプロセッサの開発で迷走するようになった。
1985年にZ80を16ビット化したZ800を発売した。しかし、当時の組み込みシステム用途には複雑かつ過剰性能だった。
1986年にZ8000を32ビット化したZ80000を出荷したが、商業的に失敗したZ8000の互換性は売りにならなかった。Z8000と同様にZ80との互換性はなかった。しかもモトローラは1984年に32ビットのMC68020をすでに発売しており、インテルも1985年に32ビットのIntel 80386をすでに発売していた。このような状況では、Z80000の需要はなく極少数の出荷に終わった。
結局、ザイログは、日立製作所HD64180Zのセカンドソースとしてザイログが発売したZ64180を改良した8ビットマイクロプロセッサZ180を1986年に発売することになった。
1987年にZ800をCMOS化したZ280を発売した。しかし、売れなかったZ800をCMOSにしても売れることはなかった。

### ウォーバーグ・ピンカスによる買収
ザイログは1980年台初頭から連続赤字を計上。経営を立て直すために1989年にエドガー・サックがCEOに就任した。サックはザイログの大胆なリストラを敢行した。従業員を大量に解雇し、不採算事業を廃止した。このようなサックの行いが従業員に好感を持たれることはなく、不満を抱いた元従業員の一人がライフルで本社ビルの窓に向けて発砲する事件を起こした。
同年、サックは投資企業ウォーバーグ・ピンカスの協力を得てマネージメントバイアウト（MBO）を行いエクソンからザイログを独立させた。
サックの経営は成功し、ザイログは負債を解消。1991年に株式公開を達成した。その後も経営は順調に続き、1990年代半ばまでに、ザイログは、インタラクティブ・テレビコントローラー、コンピュータモデム、電子楽器、電動ガレージ・ドア・オープナー、標準的なテレビ画像をより鮮明な画像に変換するデジタルビデオ画像強化システムなど、幅広い用途向けの半導体を製造および販売していた。
しかし、1996年から製品需要が後退し、最大顧客のルーセント・テクノロジーとの契約更新もできず、再び経営が悪化した。アイダホ州に新設した工場も活用されなかった。

### テキサス・パシフィック・グループによる買収
1998年にテキサス・パシフィック・グループに買収された。
2001年にZ80互換の後継CPUであるeZ80を発売した。eZ80はZ80と同様に8ビットCPUではあったが、Z80とのバイナリ互換性と維持しながらメモリ空間を16MBまで拡張し、3ステージパイプラインと最大50MHzのクロック周波数によってZ80を大幅に強化することに成功した。eZ80は後に商業的成功を収めることになる。
ところが、ザイログは、2002年初旬に連邦倒産法第11章の適用を受けた。その後、再建の努力が続いたものの業績は回復せず、テキサス・パシフィック・グループは、ザイログを手放すこととなった。

### IXYS Corporationによる買収
ザイログは、2010年2月18日に米国カリフォルニア州に本社を持つIXYS Corporationに買収された。
2011年1月、IXYSの一部となったザイログは、モータ制御用MCUとして「Z16FMC」シリーズを発表した。この新製品は、多相AC/DCモータ制御に適した16ビットマイクロコントローラとされる。
2015年にテキサス・インスツルメンツからグラフ電卓TI-84 Plus CEが発売された。グラフ電卓として独占的地位を占めるTI-84 Plus シリーズの最新機種であり、CPUとして前述のeZ80を搭載している。これによってeZ80は大量に使用されることとなった。

### リテルヒューズによるIXYSの買収
2017年8月、リテルヒューズは、現金と株式を合わせて7億5000万US$と引き換えにIXYS Corporationを買収することを発表した。
2018年1月、リテルヒューズによるIXYSの買収が完了し、IXYSはリテルヒューズの子会社となった。その結果、ザイログはリテルヒューズの傘下に入ることになった。

## 主な製品

### Z80
- Z80（1976年発表） 8ビットマイクロプロセッサの事実上の標準
- Z800（1985年発売） Z80を16ビットに拡張したもの
  - Z280（1987年発売） Z800のCMOS版
- Z64180（1985年発売） 拡張版Z80で日立製作所(現・ルネサス エレクトロニクス）のHD64180Zのセカンドソース。
- Z180（1986年発売） Z64180の改良版。Z80180またはZ8S180がある。
- Z380（1994年発売） 16/32ビット拡張版のZ80
- eZ80（2001年発売） Z80互換で、命令パイプライン化、高集積化し、さらにクロックを50MHzまでと高速化したもの。

### Z8000
- Z8000シリーズ（1979年発売）（以下の2バージョンに分かれる）
  - Z8001 セグメントによりアドレス空間を拡張したバージョン
  - Z8002 セグメントを使用しない64kBだけのアドレス空間を使うバージョン
- Z80000シリーズ（1986年発売） Z8000を32ビット化したもの
  - Z320（1988年発売） Z80000をCMOSにしたもの[10]

### マイクロコントローラ
- Z8（1979年発売） 1チップマイクロプロセッサファミリ
- eZ8（2005年発売） Z8の拡張版
- Zataraシリーズ（2007年発売） ARM9コアのセキュアトランザクション用プロセッサ[17]

### 通信コントローラー
- Zilog SCC (Z8030/Z8530/Z8031/Z8531/Z80C30/Z85C30/Z80230/Z85230/Z85233)  2チャンネルのシリアル通信コントローラ
- Z16017/Z16M17/Z86017 PCMCIAアダプター
- Z80382/Z8L382 モデム用のCPU[18][19]
- Z5380 SCSIプロトコルコントローラー（NCR 5380を元にしている）
- Z022シリーズ シングルチップモデム

## 日本での事業
1977年、半導体商社の日本テクセル（現在の三井物産エレクトロニクス）が代理店となり、Z80やZ8000シリーズの販売、マーケティングを行った。その後、ザイログジャパンが設立された。現在の代理店は、インターニックス、三井物産エレクトロニクス、ユニダックスほか。